# Gato Fedorento Esmiúça os Sufrágios
Gato Fedorento Esmiúça os Sufrágios foi um programa diário de humor do grupo humorístico português Gato Fedorento transmitido na SIC em horário nobre. A estreia aconteceu no dia 14 de setembro de 2009.
A ideia do grupo de humoristas foi caricaturar as eleições legislativas que se realizam em Portugal no dia 27 de setembro de 2009 e as autárquicas, no dia 11 de outubro de 2009. O programa, de aproximadamente 25 minutos, foi inspirado no norte-americano Daily Show e feito em directo, tendo terminado em 23 de outubro de 2009.
Todos os dias foi convidado e entrevistado um concorrente a estas eleições, como José Sócrates e Manuela Ferreira Leite e também outros políticos, como Marcelo Rebelo de Sousa, Manuel Alegre, Maria José Nogueira Pinto, Joana Amaral Dias, Nuno Melo e Manuel Pinho, entre outros.
Após 30 emissões, a última foi para o ar no dia 23 de outubro de 2009 com três convidados jornalistas: Rodrigo Guedes de Carvalho, José Alberto Carvalho e Júlio Magalhães.

## Especiais
Nas segundas-feira seguintes aos sufrágios relativos às eleições legislativas e eleições autárquicas portuguesas de 2009 foram emitidas edições especiais do programa intituladas Gato Fedorento Escrutina os Escrutínios.